# Yvonne Bürgin

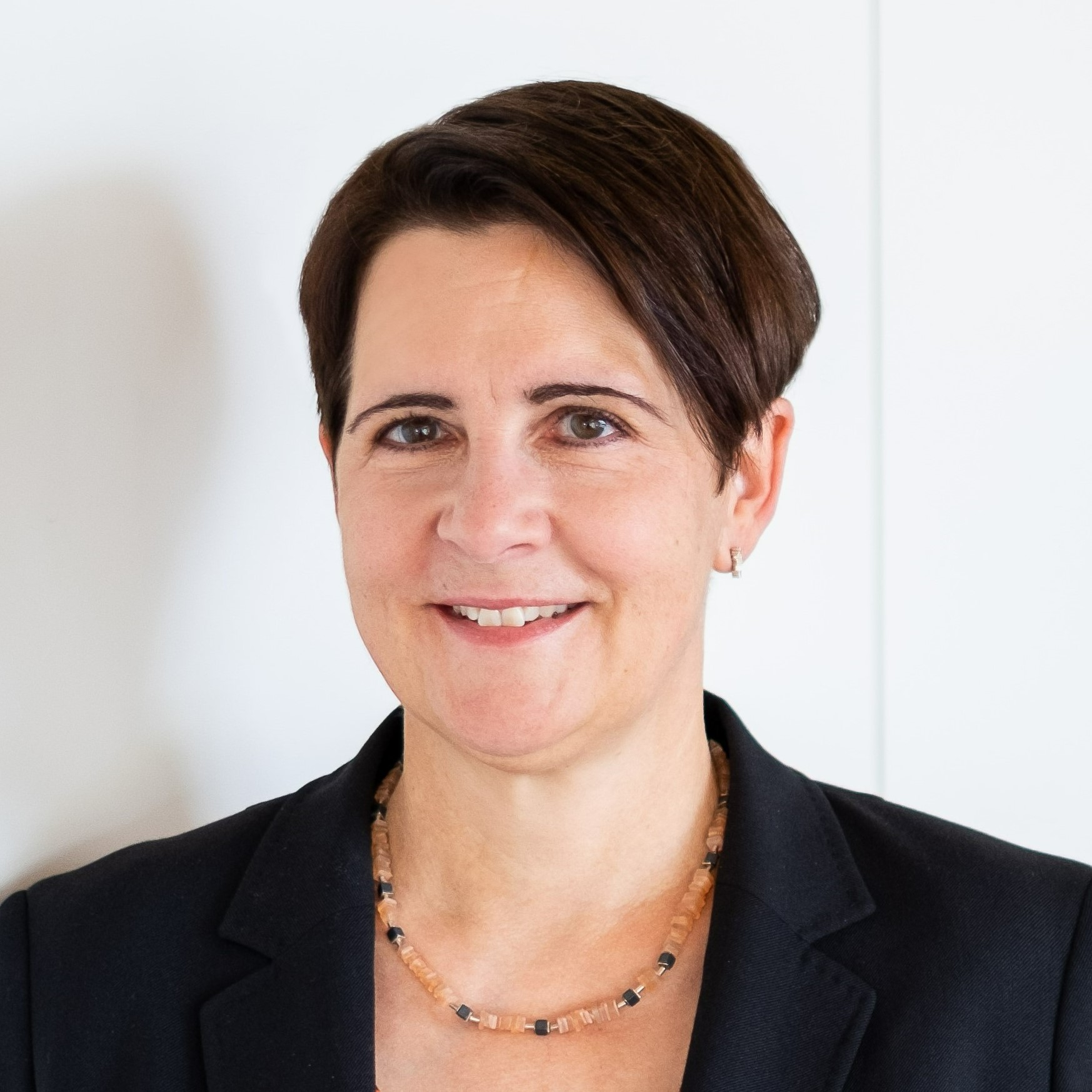
Yvonne Bürgin (2023)

Yvonne Bürgin (* 27. August 1970 in Rüti; heimatberechtigt in Wetzikon und Bubendorf) ist eine Schweizer Politikerin (Die Mitte, vormals CVP).

## Ausbildung, Beruf und Privates
Bürgin besuchte in Rüti die Primarschule und die Sekundarschule. Nach einer Lehre als Schneiderin mit Berufsmittelschule und anschliessender Weiterbildung an der STF Schweizerische Textilfachschule Zürich betätigte sie sich als Textilentwerferin von Gardinen- und Dekorationsstoffen. Zuerst war sie in der Seidenweberei Weisbrod-Zürrer tätig, später in der Weberei Keller AG in Wald ZH. Bürgin ist Mutter von drei jungen Erwachsenen und arbeitet neben ihrem politischen Mandat im familieneigenen Natursteinbetrieb mit und ist für Administration und Buchhaltung zuständig.

## Politische Laufbahn
Seit 1998 ist Bürgin Mitglied der CVP, neu Die Mitte. In ihrer Ortssektion war sie tätig als Vizepräsidentin und später als Co-Präsidentin. Von 2006 bis 2014 war Bürgin in der Schulpflege der Sekundarschule Rüti tätig und betreute dort unter anderem Schüler mit besonderen Bedürfnissen. Im Jahr 2013 wurde Bürgin in den Zürcher Kantonsrat gewählt und gehörte seit 2016 der Geschäftsleitung an. Am 7. Mai 2018 wurde sie für das Amtsjahr 2018/19 zur Kantonsratspräsidentin gewählt. Seit der Gesamterneuerungswahl des Kantonsrates 2019 führte sie Die-Mitte-Fraktion als Präsidentin bis Ende 2023. Seit Juni 2021 ist sie Vize-Präsidentin der Partei Die Mitte Schweiz. Seit dem 1. Juli 2022 amtiert Bürgin als Gemeindepräsidentin von Rüti. Bei den Wahlen am 22. Oktober 2023 wurde sie in den Nationalrat gewählt. Sie ist dort Mitglied der Finanzkommission.